# 鬼怒川橋梁 (宇都宮ライトレール)
鬼怒川橋梁（きぬがわきょうりょう）は、栃木県宇都宮市下平出町から竹下町の間に流れる鬼怒川に架かる、宇都宮ライトレール宇都宮芳賀ライトレール線（ライトライン/芳賀・宇都宮LRT）平石中央小学校前停留場 - 飛山城跡停留場間に位置する鉄道橋（複線）。道路橋としての側面も有する。

## 概要
宇都宮芳賀ライトレール線は宇都宮駅から鬼怒川の対岸に位置する工業団地群との間を結ぶことを計画したライトレール（LRT）路線で、鬼怒川を渡河する区間について検討開始当初、上流に位置する柳田大橋（栃木県道64号宇都宮向田線）と併用軌道として整備することも検討されたが、利用者の利便性（作新学院大学、宇都宮清原工業団地、清原台等からのアクセス性）向上や需要喚起の面から、2002年（平成14年）度末まで行われた「新交通システム導入基本計画策定調査」の結果、専用軌道区間とし、清原工業団地と直線距離で結ぶ現在地に新規に架橋する方針を2003年（平成15年）3月に示した。
LRTの建設は紆余曲折を経て2013年（平成25年）3月に事業化し、架橋へ向け2014年（平成26年）10月から2015年（平成27年）9月にかけ基本設計を、2015年（平成27年）9月から2017年（平成29年）3月にかけ詳細設計を行い、2018年（平成30年）7月2日に着工、3か年を経て2021年（令和3年）8月14日に本橋梁は竣工した。本橋梁を通過する宇都宮芳賀ライトレール線は2023年（令和5年）8月26日に開業し、それを以て供用開始となった。総工費は約46億円。
宇都宮芳賀ライトレール線は地域公共交通の活性化及び再生に関する法律に基づく上下分離方式を採用しており、宇都宮市内区間では宇都宮市が軌道整備事業者として設備を保有し、宇都宮ライトレールが軌道運送事業者として運行を担っているため、本橋梁は宇都宮市が工事を発注し、設備を保有している。
本橋梁は宇都宮芳賀ライトレール線の電車のみ通過する専用軌道が敷設された鉄道専用橋であるが、路線建設にあたって前記の法律に基づく国からの建設費補助（地方交付税交付金）を受けるにあたり算定基礎となる道路の面積および延長を確保する必要性があったため、本路線は全区間に渡り電車しか通過しない専用軌道区間を含め全区間が都市計画道路として「宇都宮都市計画道路10・7・101号宇都宮芳賀ライトレール線」として指定されており、本橋梁の区間では市道として宇都宮市道第6413号線に認定されている。また、設計に際しては道路橋示方書に準拠している。

## 構造
- 橋格 - 宇都宮芳賀ライトレール荷重 10.5 tf
- 形式 - PC9径間連続1室箱桁
- 橋長 - 643.000 m
  - 支間割 - (64.000 m + 70.000 m + 5×78.000 m + 60.000 m + 57.000 m)
- 施工 -（右岸・分割1号）三井住友・渡辺・増渕・宇都宮土建JV
（左岸・分割2号）オリエンタル白石・中村・野澤・小平JV
- 架設工法 - 張出し架設工法

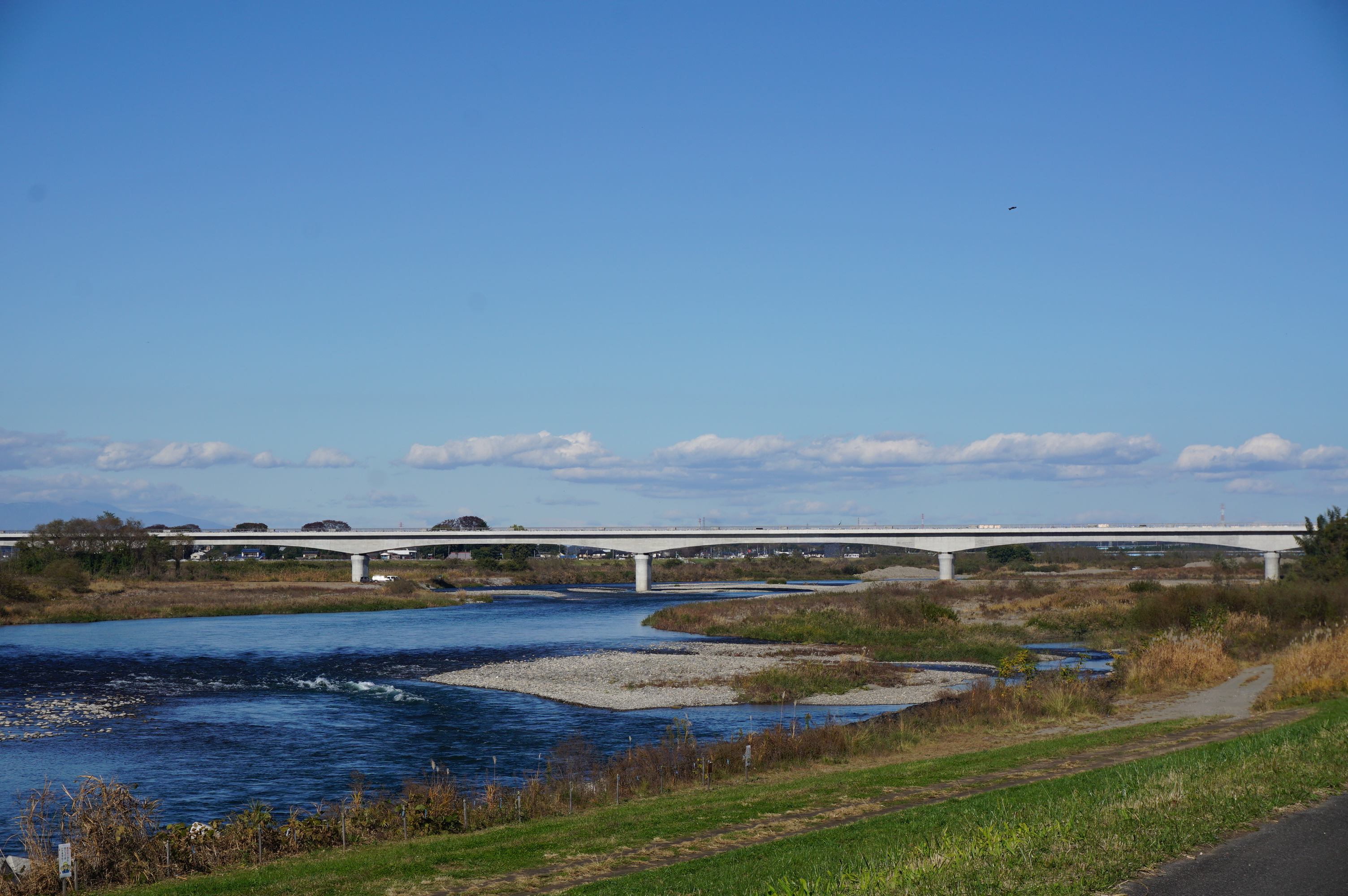
下流側から見る全景（2021年11月、軌道設備敷設前）

10の橋脚により9つの橋桁を支える9径間連続構造の桁橋である。橋桁はプレストレスト・コンクリート（PC）製であり、橋長は643 mありPC構造の桁橋による鉄道橋としては日本で最も長い。桁の長さ（支間長）は西側から65.0 m、70.0 m、78.0 m（5径間）、60.0 m、58.0 mである。桁高は支点部5.0 m、径間部は管理用通路の建築限界4.5 mを確保する2.6 mとしている。複線の軌道を通すため有効幅員は7.90 m（全幅8.40 m）を確保した。
橋脚は鬼怒川の堤内地に位置する両端の橋脚を河川管理施設等管理令に基づく「2Hルール」の範囲外に配置し橋長は643 mとなり、河川内は堤防及び低水護岸からの所要の離隔、基準径間長（47 m）、河積阻害率（5.0 %以下）を満足する橋脚配置とすることで、基本径間長は78.0 mとした。上部工は2回にわたり経済性、構造性、施工性、環境への適応性、維持管理の5項目で比較が行われた結果、9径間連続PC箱桁橋、8径間PCエクストラドーズド橋、9径間連続鋼合成箱桁橋、3径間連続下路トラス橋3連の4種に絞り込まれ、コンクリート橋を採用することで再塗装が不要になることや、車両からの景観阻害、部材形状の複雑さや積雪時の影響などを考慮し、9径間連続PC箱桁橋に決定した。基礎形式は経済性やボーリング調査、施工条件を考慮した結果、所定の施工期間に構築可能なニューマチックケーソン工法による基礎を採用した。
橋梁には軌道設備（電気・信号・通信）以外に、ガス管とケーブルテレビ用配管も添加している。これらのインフラ設備は将来的なメンテナンスや付け替えに配慮し、橋面上のダクト内に配置している。また、排水管は端部橋脚位置に集約し、河川への流入や河川への脱落防止に配慮した。
本桁内には点検用の通路が通っている。橋脚と橋桁を接続する支承部の点検用のもので、桁内に橋桁の座面部に設けられた点検用スペースに出入りするための点検口を設け、そこから梯子を使用して点検用スペースへ出入りする。本桁内へは橋端部に設けた進入口から必要に応じて高所作業車を用い進入する。これにより、点検用足場の設置は不要となり、景観面やメンテナンス性、有事の際の足場脱落の防止に寄与している。
設計は中央復建コンサルタンツ・富貴沢建設コンサルタンツ・ダイミック・パシフィックコンサルタンツ・トーニチコンサルタント・日本交通計画協会で構成される設計共同体が手掛けた。

## 施工
鬼怒川は一級河川で水量が多く、特に河川内工事の施工は主に渇水期（11月 - 翌年5月）に限られる。当初宇都宮芳賀ライトレール線は2022年（令和4年）3月中の開通を予定していたため、2018年（平成30年）の着工から3か年で完工する施工スケジュールが求められた。工事は2018年 - 2019年、2019年 - 2020年、2020年 - 2021年の3渇水期に分けて行い、第一渇水期に下部工（基礎）工事を、第二渇水期に右岸・左岸両側で上部工（橋脚）と左岸側の第6・第7橋脚においては引き続き下部工を、第三渇水期には上部工施工と橋面工を施工した。
右岸と左岸で工事区間を分割し、右岸の分割1号を三井住友建設・渡辺建設・増渕組・宇都宮土建工業が、左岸の分割2号をオリエンタル白石・中村土建・野澤實業・小平建設による共同企業体（JV）によって施工された。
限れた工期で完工させるため、工事では様々な創意工夫と改善に努めた。下部工工事にあたっては、工期短縮のため大型土嚢を使用した仮仕切りを行い、最大4基のニューマチックケーソン基礎を同時施工した。ケーソン沈下掘削工事にあたってはケーソン函内が直径8.1 mしかない狭隘な区間内での掘削を行うこととなり、第1渇水期に行われた工事では函内中央部の掘削時、掘削に使用する掘削機（電気式バックホー）のバケットの刃先を地盤に差し込む状態となったため大きな負荷が掛かりバケット連結部の故障が相次いだ。第2渇水期よりショベル使用機械をより小型のものへ変更し函内中央部の掘削を容易とする改善を行い、バケット連結部の故障が減少し掘削作業工程を120日から105日へと短縮した。本工事では橋脚（ピア）と基礎（ケーソン）を一体的に施工するピアケーソン方式を採用したが、第1渇水期において躯体を構築する際鉄筋の建て込み位置がケーソン施工用の艤装設備と干渉し、構築作業の効率が低下する要因となった。第2渇水期ではケーソン内に出入りする艤装設備であるマンロックを通常の大きさのものから小型のカプセルマンロックに変更したほか、マテリアルロック（資材搬入出用気密扉）用の消音設備を後付けのマテリアルロックスライド式消音装置から内蔵型の消音装置付きマテリアルロックに変更し、マンロックに関しては58 %、マテリアルロックに関しては16 %分専有面積を削減し、主鉄筋や外周枠建て込み用のクレーン揚重作業の効率を大幅に向上、工程を8日短縮した。
橋桁を構築する上部工工事は、大型移動式作業車（ワーゲン）を使用し型枠や施工足場を移動させながら、1つの橋脚でバランスをとりつつ、ヤジロベエのような形状で両岸側に同時に橋脚を張り出す形で施工を行う「張出し架設工法」を採用し、張り出しブロックを一般型の9つから6つに減少させることで施工工期を約1か月短縮した。鬼怒川の河川上には仮桟橋を構築し、河川上の工事を行う際はそこを施工ヤードとした。

## 竣工・供用開始
本橋梁の工事は順調に推移し当初の予定通り両岸が結合され、2021年（令和3年）8月14日に竣工を迎えたが、その工事中の同年1月に宇都宮芳賀ライトレール線に関しては他の区間での新型コロナウイルス感染症（COVID-19）の流行拡大などを理由とする用地買収遅延などを原因に開業時期を当初の2022年（令和4年）3月から1年延期し2023年（令和5年）3月を目指すものとするものに延期されたため、この段階では本橋梁に接続する前後の区間は未完成であった。その後2022年8月に再度開業時期の延期が発表され開業時期は2023年（令和5年）8月となった。
2021年8月の竣工後、同年9月19日・20日に宇都宮市内と芳賀町内の在住者と通勤通学者を対象とした見学会「歩いて渡ろう 鬼怒川橋りょう見学会」を宇都宮市役所が開催し、路盤（軌道設備）敷設前のコンクリートむき出しの橋面を歩いて渡ったり、橋面にフェルトペンでメッセージや絵を描いたりする体験を行う予定であったが、先述のCOVID-19の流行拡大の影響で中止となり幻となった。その後とちぎテレビの旅番組『U字工事の旅!発見』の企画で栃木県出身のお笑いコンビU字工事の福田薫と益子卓郎の2人が本橋梁を訪れ、橋面を見学しフェルトペンで寄せ書きを行った。この回は2021年10月28日に放映され、YouTube公式チャンネルでも閲覧できる。同年11月12日には報道陣に現場が公開された。
しばらく橋面はコンクリートむき出しのまま放置されていたが、その後2021年度中よりU字工事が寄せ書きした部分を含めコンクリートの路盤の上にバラスト軌道を敷設し、架線柱や架線、通信ケーブルなど列車運行に必要な設備を設置する工事を行い、2023年（令和5年）3月1日より本橋梁を含む平石停留場 - グリーンスタジアム前停留場間で試運転電車の運行を開始しこの橋を初めて列車が通過した。習熟運転を経て同年8月26日に宇都宮芳賀ライトレール線は開業を迎え営業列車の運行が開始され、本橋梁は正式に供用を開始した。

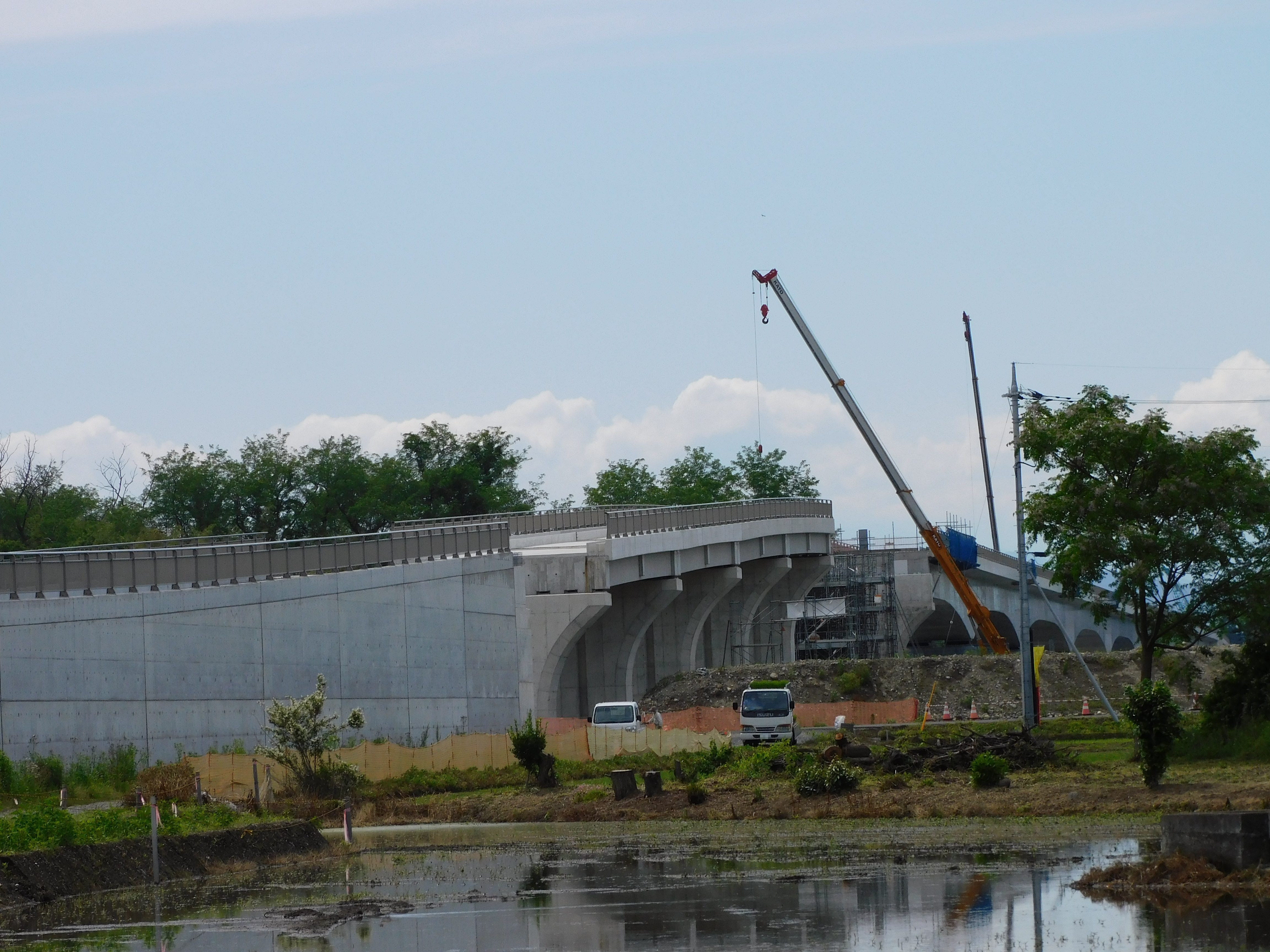
橋梁アプローチ部工事の様子（2021年5月）
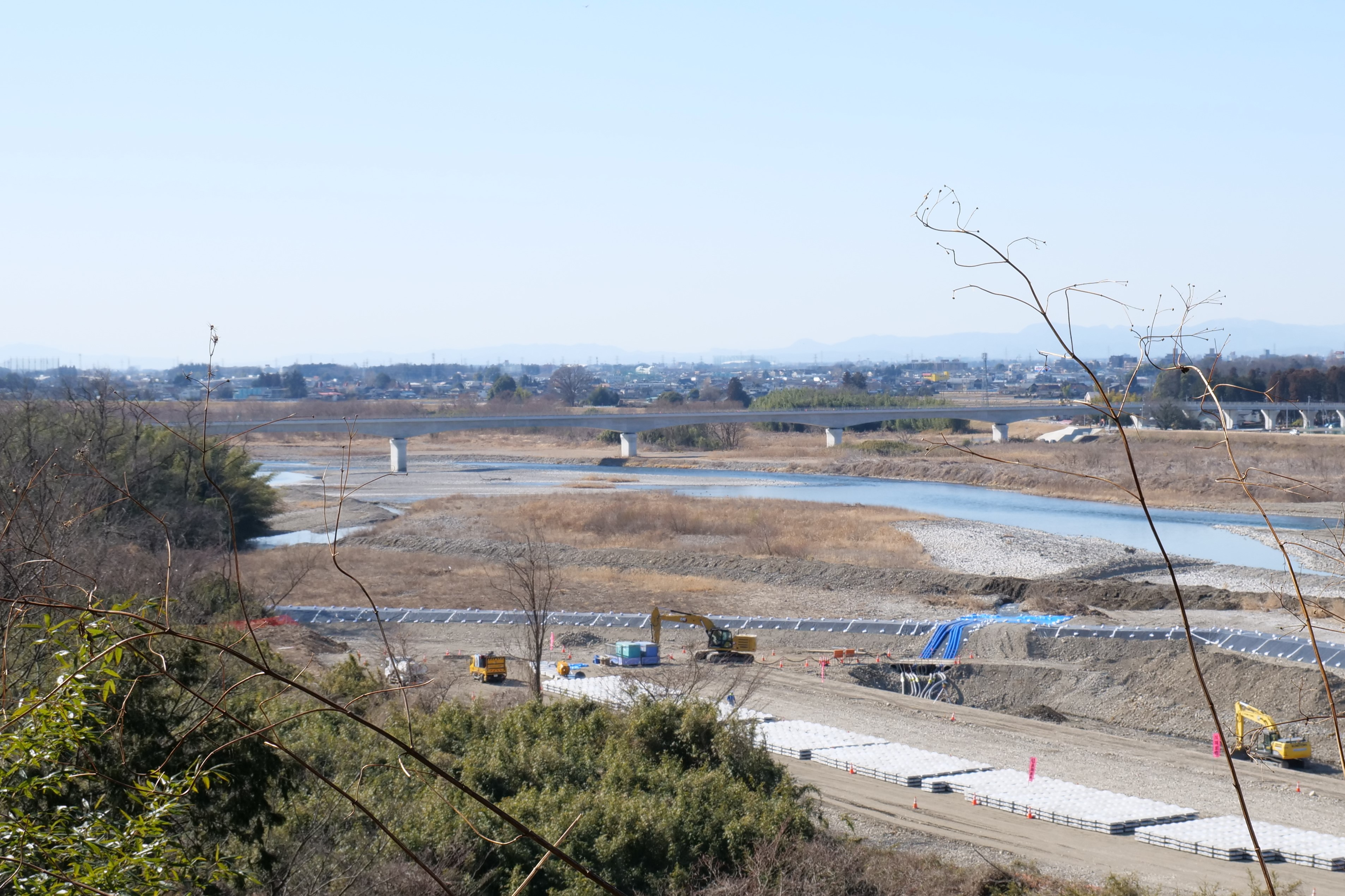
完成当初の鬼怒川橋梁（架線柱は未設置、2022年2月飛山城史跡公園より撮影
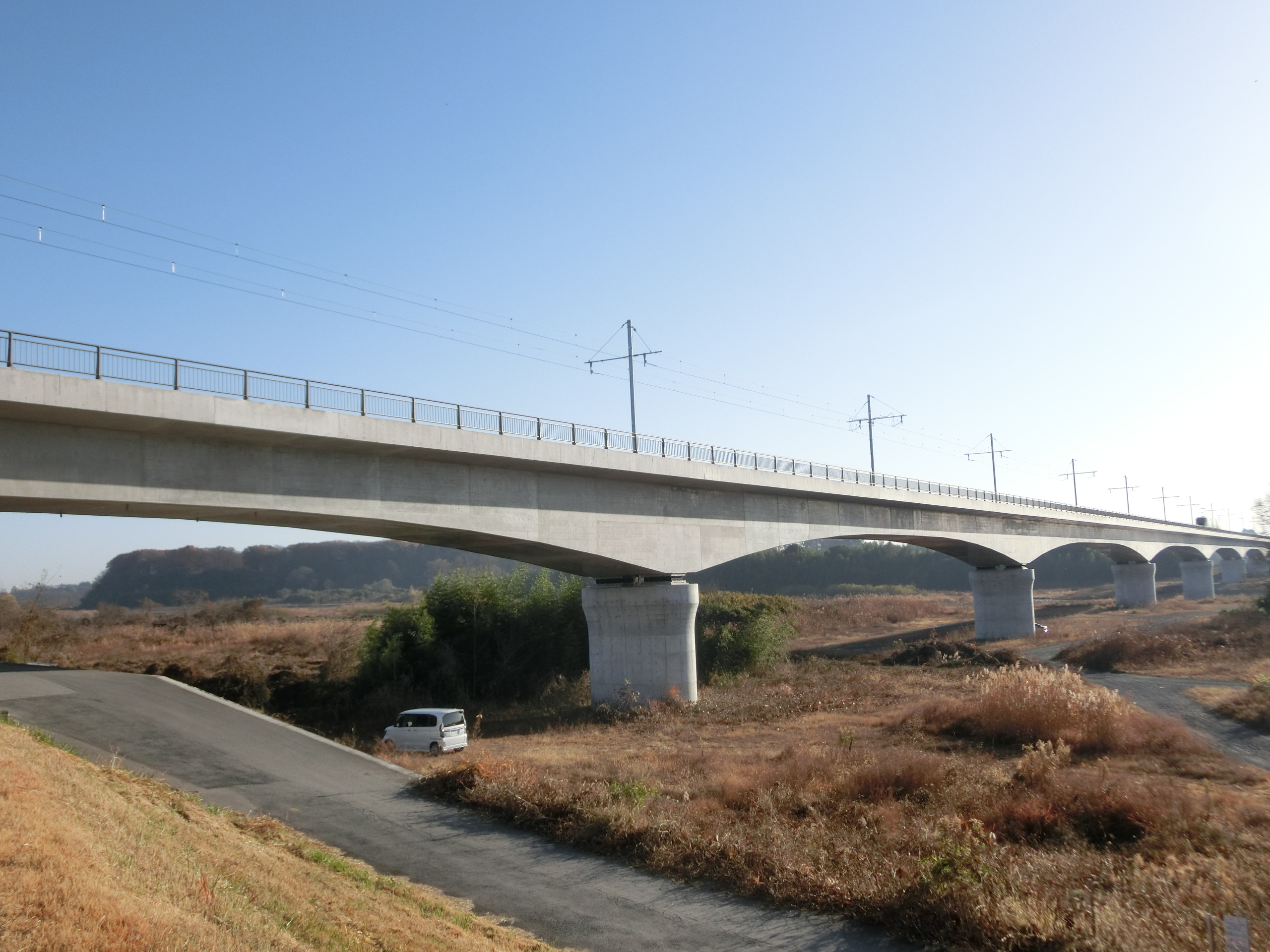
軌道設備設置後の鬼怒川橋梁（2023年12月）

## 年表
- 2003年（平成15年）3月 - 1993年（平成5年）以来検討されてきた宇都宮駅と鬼怒川左岸を結ぶ新交通システムを整備する「新交通システム構想」について、栃木県と宇都宮市が共同で行った「新交通システム導入基本計画策定調査」の報告書が公表され、現在地に新規にLRT専用の橋梁を架橋する方針を決定する[1]。
- 2013年（平成25年）3月 - 宇都宮市が「東西基幹公共交通の実現に向けた基本方針」を策定。LRT整備事業を宇都宮市主導で事業化した[2]。
- 2014年（平成26年）10月 - 2015年（平成27年）9月 - 基本設計の実施
- 2015年（平成27年）9月 - 2017年（平成29年）3月 - 詳細設計の実施
- 2018年（平成30年）
  - 7月2日 - 着工
  - 11月 - 翌2019年（平成31年/令和元年）5月 - 第一渇水期工事を施工、第1・2・3・4・5・8・9橋脚下部工が完成
- 2019年（令和元年）11月 - 翌2020年（令和2年）5月 - 第二渇水期工事を施工、第6・7橋脚下部工が完成、第1・2橋脚と第8・9橋脚からの本桁張り出し上部工を施工
- 2020年（令和2年）11月 - 翌2021年（令和3年）5月- 第三渇水期工事を施工、上部工（本桁部）が完成、橋面工の施工開始
- 2021年 （令和3年）
  - 1月25日 - LRT開通時期を1年延期すると公表[15]
  - 5月 - 8月 - 出水期施工、橋面工を施工
  - 8月14日 - 竣工
  - 11月12日 - 報道陣へ公開
- 2022年（令和4年）
  - 8月17日 - 開通時期を2023年8月中とすることを公表[18]
- 2023年（令和5年）
  - 3月1日 - 橋梁区間での試運転を開始[4]
  - 6月2日 - 開業日を同年8月26日とすると公表[4]
  - 6月5日 - 全区間で乗務員習熟運転を開始[4]
  - 8月26日 - 宇都宮芳賀ライトレール線が開業[4]